# Мтіулеті

Мцхета-Мтіанеті на мапі Грузії

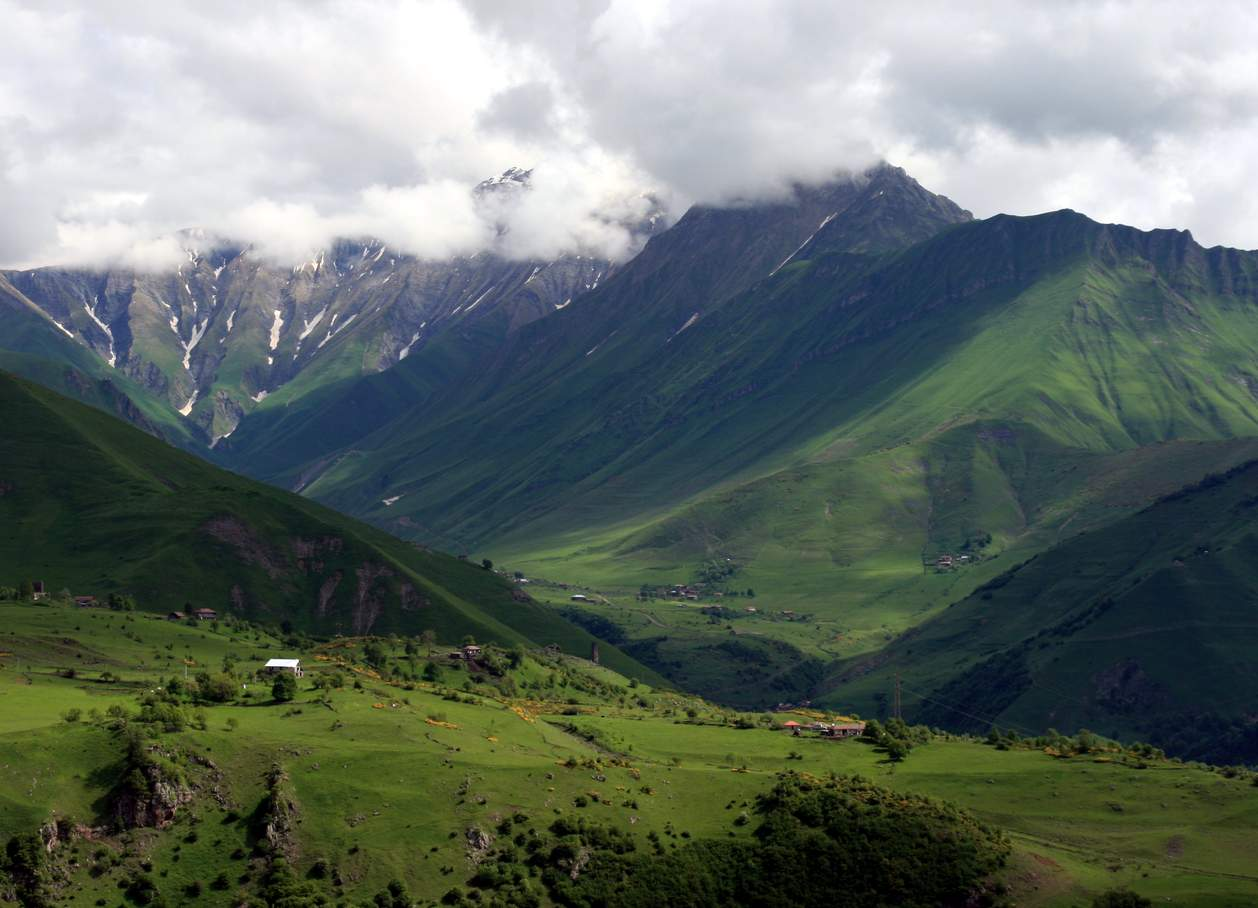
Ущелина Хада. Вид із заходу, з гори Ломісі

Мтіуле́ті (груз. მთიულეთი — «гірська країна») — історична область у східній Грузії, регіон Мцхета-Мтіанеті, на південних схилах Великого Кавказу. Початково до неї належали долина Білої Араґві, межуючи на сході з Ґудамакарі, на півдні — з Хандо, на заході — з Цхразмою та на півночі — з Хеві. Мтіулеті охоплює територію сучасних Душетського та Степанцміндійського муніципалітетів. Місто Пасанаурі, відоме стравою хінкалі, є традиційним центром регіону.